# Netta Skog
Netta Skog, född 1990, är en finsk dragspelare från Nummi-Pusula. Hon vann den finländska dragspelstävlingen Kultainen harmonikka 2006. Hon började 2007 spela i det finska folk metal-bandet Turisas, där hon ersatte Janne "Lisko" Mäkinen. Den 8 september 2011 meddelade Turisas via sin hemsida att Netta Skog och basisten Hannes Horma har beslutat att lämna bandet. Hon uppgav att hon därefter börjat arbeta för att spela in eget material. Hon spelade dragspel i bandet Ensiferum  2016–2017